# Église Saint-Pierre-du-Sépulcre de Limoges
L'église Saint-Pierre-du-Sépulcre de Limoges est une église située à Limoges dans le département de la Haute-Vienne en région Nouvelle-Aquitaine.

## Historique
La chapelle Saint-Benoît et l'église Saint-Pierre du Sépulcre (vestiges) sont classées au titre des monuments historiques par arrêté du 8 octobre 1968. Les vestiges archéologiques, en totalité, inclus dans l'assiette du site de l'abbaye Saint-Martial - y compris la nécropole et les églises qui l'ont précédée et le théâtre qui lui a succédé, situés place de la République, Place Fournier, rue Saint-Martial, rue Jean Jaurès et rue de la Terrasse, tel que figuré en rouge sur le plan annexé à l'arrêté sont inscrits au titre des monuments historiques par arrêté du 12 mars 2019.